# NICE Ltd

NICE Ltd. (івр. נייס) (заснований як Neptune Intelligence Computer Engineering) це комерційна компанія яка здійснює програмування, що є публічно проданою. Це одна з найбільших технологічних організацій в Ізраїлі.
NICE розробляє як мережеве, так і локальне програмне забезпечення на основі передової аналітичної системи. Програмне забезпечення компанії використовується для запобігання комп'ютерного злому, дотримання законодавства та фінансової злочинності. NICE має клієнтів у понад 150 країнах, у тому числі декілька компаній Fortune 100.
Компанія торгується на біржі NASDAQ та Тель-Авівській біржі, де вона є частиною TA-35 Index. NICE була заснована у 1986, а Barak Eilam її головний виконавчий директор.

## Історія
Nice systems була створена в 1986 році під назвою «Neptune Intelligence Computer Engineering» (NICE) сім'єю та колишнім співслужителями Армії Оборони Ізраєлю в тому числі вихідцями з підрозділу військової розвідки.
На початку компанія концентрувалась на розробці рішень для забезпечення безпеки та потреб оборонної промисловості, згодом переорієнтувалась на громадські цілі в основному для контакт-центрів, фінансових послуг та ринка бізнес-аналітики. 1991 року Nice systems вийшла на Тель-авівську фондову біржу, а в 1996 році і на NASDAQ.

### 2000—2010
У 2003, NICE купила хороші партнерські умови з компанією Motorola, якій вона постачала цифрові запчастини для користувачів систем Motorola у ряді секторів. У тому ж році компанія вийшла з оборонного ринку.[джерело?]
До 2004 року компанія розробила програму NICE Perform,яка базувалася  на  управлінні взаємодіями контактних центрів та аналітичними програмами, і перейшла від розробника програмного забезпечення до повноціної програмної компанії. Одне з замовлень становило понад 350 мільйонів доларів США[джерело?].
NICE купила Actimize, компанію з управління ризиками, орієнтовану на фінансові послуги, за $ 280 млн у 2007 році.

### 2010—2015
У червні компанія придбала ізраїльську програмну компанію що працювала в галузі режиму реального часу у 2010 році. Це булоо п'яте придбання компаній ізраїльською компанії після Actimize, Fortinet Systems, Hexagon System Engineering Ltd. and Orsus Ltd. К 2011, NICE купила Fizzback, англійську, що спеціалізується на дизайні інтерфейсів. У лютому 2011, NICE купила фірму Cybertech International, Німецбкого Global Provider of Compliance Recording Solutions and Value-Added Applications, за $ 60 мільйонів.
,ю. У квітні 2014 року Барак Ейлам став генеральним директором компанії вже через 15 років, з даними компанії та підрозділу голосової реєстрації телефону. Акції компанії зросли на 49 % впродовж 16 місяців з того часу на оцінку 1,3 млрд. Доларів США
NICE.продала свій кібер-розвідувальний відділ Cyberbit LTD, дочірню компанію Elbit Systems за 157,9 мільйонів доларів, а є підрозділ фізичної безпеки — компанії Battery Ventures, інвестиційно-технологічна фірма, за 100 мільйонів доларів у серпні 2015 року. У 2015, назвалась в Fast Company's' «10 Най Інноваційніший Компаній».

### 2016-сучасність
Nexidia, аналітична фірма, була придбана у червні 2016 за $135 мільйонів. NICE придбала inContact, американський контакт-центр подібний на сервіс (CCaaS), за надзвичайно велику суму $940 мільйонів у Травні 2016. Also in 2016, the company changed its name from NICE Systems Ltd. to NICE Ltd.
У 2017, через незахищений пристрій зберігання в Amazon S3, до якого звернувся співробітник NICE Systems, було зламано, завдяки чому «Verizon-Wireless» може значно поліпшити своє становище та завдати шкоди «14 мільйонам-облікових-записів» клієнтів.
NICE Systems придбала Satmetrix в липні 2017 року.

## Продукція компанії та її клієнти
Продукти «NICE» включають: «NICE SmartCenter, NICE Perform Interaction Recording, NICE Perform eXpress (NPX), NICE Quality Management, NICE Interaction Analytics, NICE Real-Time Guidance, NICE Packaged Business Solutions, NICE Feedback, NICE IEX Workforce Management, Performance Manager, Network Embedded Logger and NiceCall Focus III, Actimize Fraud Prevention Suite, Actimize Anti-Money Laundering Suite, Actimize Brokerage Compliance Suite, Actimize Enterprise Risk Case Manager, Mirra IV, NICE Inform, NiceVision Net, NiceVision ControlCenter, NiceVision Analytics, NiceVision Digital, NiceVision SafeRoute, NICE Situator, FAST alpha Silver, NiceTrack»[11]

## Купівля інших компаній
В 2002—2009 р. NICE здійснила ряд покупок на загальну суму близько 674 мільйонів ($ 674 М) доларів, в тому числі це були:
- 31.07.2002: Thales Contact Solutions(раніше Racal Recorders) у Великій Британії ($ 55 М)
- 01.06.2005: Dictaphone's Communications Recording Systems (CRS, $ 42 М)[12]
- 01.09.2005: Hannamax Hi-Tech ($ 3 М).
- 04.01.2006: FAST Video Security ($ 32 М).
- 22.05.2006: Performix ($ 4 М).
- 07.07.2006: IEX Corporation ($ 205 М), додавши управління контакт-сервером Workforce і рішення по оптимізації ефективності роботи до свого пакету пропонованих рішень.
- 30.08.2007: Actimize ($ 281 М) (у складі групи NICE), включивши в сферу пропонованих рішень захист від шахрайства, відмивання грошей і ризик-менеджмент.
- 08.04.2008: Quality Plus Group ($ 12 М)
- 31.08.2009: Hexagon System Engineering Ltd. ($ 11 М).
- 01.09.2009: Fortent (через Actimize, $ 73 М).
- Травень 2010: Lamda Communication Networks Ltd.

## Продукція
NICE EnterpriseЕфективні рішення NICE Enterprise забезпечують потреби бізнесу, орієнтованого на обслуговування клієнтів. У рішеннях NICE використовуються методи аналізу міжканального аналітики в режимі реального часу, спрямовані на збільшення доходів, підвищення якості обслуговування клієнтів, забезпечення відповідності нормативним вимогам, а також на оптимізацію роботи контактних центрів і бек-офісів. Рішення NICE застосовуються контактними центрами різних розмірів і їх філіями, торговими залами і бек-офісами.
NICE ActimizeКомпанія NICE Systems є найбільшим в світі постачальником рішень в області запобігання фінансових злочинів і ризиків. Компанія, використовуючи міжканального аналіз в режимі реального часу, допомагає запобігати шахрайству та відмиванню грошей, проводити дослідження, управляти ризиками і забезпечувати відеоспостереження в торгових системах — і все це на базі однієї гнучкої програмної платформи. Рішення компанії використовуються більшістю найбільших світових фінансових інститутів, зокрема 10 найбільшими банками світу. Рішення NICE дозволяють клієнтам мінімізувати ризик фінансових злочинів, забезпечити відповідність нормативним вимогам і знизити експлуатаційні витрати.
NICE SecurityЕфективні рішення NICE спрямовані на задоволення потреб урядів і підприємств в сфері боротьби зі злочинністю і тероризмом шляхом прогнозування, управління та забезпечення безпеки і надійності, а також мінімізації операційних ризиків. Ці рішення здійснюють збір, аналіз і кореляцію даних, одержуваних з численних датчиків і систем, включаючи аудіо, відео, радіо, геопозиціювання і Інтернет, об'єднуючи всі ці розрізнені дані в єдиний загальний джерело оперативної інформації. Рішення NICE в області безпеки дозволяють організаціям постійно покращувати загальний стан безпеки і ефективно працювати в режимі реального часу для запобігання, моніторингу та розслідування інцидентів, а також забезпечуючи їх розбір і швидке врегулювання. Рішення NICE з безпеки використовуються по всьому світу, починаючи від транспортних систем і стратегічно важливих об'єктів інфраструктури і до міських центрів і корпоративних кампусів.